# Farinetes
|  | «Farro» redirigeix aquí. Vegeu-ne altres significats a «Farro (desambiguació)». |

Farinetes, farines
o farro és una menja popular composta de farina de cereals (blat, panís, fajol, etc) i aigua bullent, juntament amb oli i sal, però també pot afegir-se altres ingredients com carabassa.
Les farinetes constitueixen un dels plats més antics de la Humanitat. Des del Neolític es feien de civada, ordi, blat, guixes, faves seques... A l'edat antiga en menjaven ibers, grecs i romans. Les farinetes existeixen en moltes cultures: a Espanya (gachas), Portugal, Astúries (farines, farrapes), Itàlia (polenta), Romania (mamaliga), Occitània (milhàs i altres noms) i en general tota la Mediterrània. També n'hi ha amb civada, ordi o altres ingredients al nord d'Europa, Rússia, Escòcia i al món anglosaxó (gruel i porridge). A Malawi ho fan en dacsa o blat de moro.

## Origen
Els mots catalans farinetes, farines, etc. venen del mot farina. En occità, els mots milhàs, etc. són derivats de milh o milhòc, mots occitans que signifiquen blat de moro. En italià el mot farro fa referència a tres espècies de blat: espelta petita, espelta i pisana.
Es té constància que a l'antiga Grècia ja es feien farinetes amb farina d'ordi. A l'Imperi Romà es menjaven també de blat (anomenades puls). La recepta del farro apareix ja als llibres de cuina medievals catalans (Llibre de Sent Soví, Llibre del Coch). El seu origen és molt humil, com una alternativa a menjar blat -o blat de moro, quan aquest feia ombra al de cristià- per alguns més agradable que el pa.
Al segle xvi, la pobresa de les terres gascones i llenguadocianes va portar molts dels seus habitants cap als Països Catalans. En aquella època el rei Enric IV de França va menjar millàs a Castres. Els pagesos consideraven que les farinetes eren un menjar "inferior, propi de les gallines".
Actualment, cuines com la italiana o la de la Garrotxa reivindiquen aquest plat, de vegades amb presentacions modernitzades o enriquides amb algun ingredient local de prestigi, com per exemple la tòfona.

## Tipus de farinetes

### Als Països Catalans
Les farinetes són un plat típic de l'hivern. Es consumeix a l'Aragó i l'interior de Catalunya, a les Illes Balears i a València, especialment als Ports. A Occitània té el nom de milhàs o farineta o també de hariat (especialment a la Vall d'Aran), i a la Catalunya del Nord el millàs. En temps anteriors a la introducció del blat de moro procedent del continent americà es feien servir diferents cereals, tanmateix el blat de moro va reemplaçar-los de manera important, encara que es conserven, i avui dia es recuperen, farinetes d'altres tipus (farina de fajol, de cigró, de guixes, de blat, d'arròs, d'altres cereals o de barreges d'aquests). La farina, usualment torrada, es barreja amb un líquid, que sol ser brou o aigua, en una proporció d'uns 40g-50g de farina per a cada quart de litre de líquid (quantitat per una persona). Les farinetes poden ser dolces o salades.
Les versions salades se solen utilitzar com a acompanyament mentre que les dolces se solen menjar com a postres. A Catalunya i al Llenguadoc, les farinetes salades se solen combinar, tradicionalment, amb col o carbassa i fa de guarnició de plats de carn contundents de caça, guisats, llom a l'adoba, etc. Antigament, es feien amb un brou gras de porc, amb greix de bullir les botifarres (anomenat, brou bufat a la Catalunya del Nord i greix de perol a la del Sud. Algunes persones hi afegeixen greixons o llardons.
Les versions dolces solen substituir l'aigua o brou per llet (com es fa també amb les filloas a Galícia), afegir sucre i habitualment també algun aromatitzant natural, com ara pell de llimona o de taronja, canyella, vainilla, qualque licor, etc.
A la major part de comarques de Girona, com a Banyoles, l'Empordà, el gironès, etc. el farro actual sol ser una crema d'hivern a base de farina de blat de moro. Se serveix amb cotnes, o rostillons de cansalada, i crostons de pa fregit.
A La Garrotxa hi ha dos fires anuals dedicades a les farinetes i a la seva promoció culinària. La Fira del Farro de la Vall de Bianya, iniciada l'any 2008, s'organitza al voltant del farro de blat de moro. La Fira del Fajol té lloc a Batet de la Serra des de l'any 2006 i és dedicada al cultiu i aplicacions gastronòmiques del fajol. Les farinetes de fajol actualment més populars són dolces i es preparen fent una gelatina que es fregeix amb oli, i s'ensucren. El farro normalment es fa amb varietats de blat de moro blanques encara que també se’n fan de grogues. És molt normal que les farinetes es preparin amb productes derivats del porc, com ara els llardons, sagí o botifarres.
Al Berguedà també es produeix i menja un farro una mica diferent del de La Garrotxa.
A la Vall d'Aran es fa una preparació molt similar a les farinetes de fajol de La Garrotxa que és l'hariat. L'estri per a remenar-les es diu, tant a la vall com a la resta dels Pirineus, cafall. També es fa el milhat, unes farinetes dolces que semblen un flam o un pastís, amb farina de blat o de blat de moro, i que pot tenir fruita, com poma o ametlla.
A Herbers (Ports) es fan així: farina de guixes, cigrons i altres cereals si s'escau; es posa un grapat d'aquesta farina amb aigua per persona i es mescla perquè quede tot diluït; es fa bullir regirant sense parar (sempre en la mateixa direcció); quan ja quasi estan fetes s'hi posen les xixorrites (trossos de greix de porcell o trossos de pa fregits amb oli que s'hi posen per millorar el seu sabor); i a menjar-les ràpidament perquè sinó se fan dures.
A Salanca, a la Catalunya Nord, es fan farinetes de blat de moro. Es fan bullint aigua amb una cullerada de llard i sal, s'afegeix una cullerada acaramullat de farina per a cada got d'aigua i es cou remenant fins que la barreja se separi de l'olla, una mitja hora.
A Tarragona actualment el farro designa també una sopa.

### A Occitània
A Occitània, i en particular a Llenguadoc, es fan farinetes de blat de moro molt semblants a les de Salanca, però en diuen milhàs. Al Llenguadoc l'estri per remenar-les es diu todelha.
A Alvèrnia (Occitània) es fan farinetes que, si en el seu origen estaven fetes amb farina i aigua, amb el temps han passat a tenir -com moltes preparacions de la zona, el clafotís, per exemple- ous i llet en comptes d'aigua. Aquestes farinetes de la cuina occitana es fan barrejant primer un ou, un got de llet i tres culleres ben plenes de farina. La pasta no és prou espessa per a poder tallar-la, de manera que el que es fa és tirar-ne una mica en una paella amb oli, fins a tenir una capa de mig centímetre de gruix, més o menys, i fregir-la d'un costat primer i després de l'altre. Es gira com si fos una truita de patates. Al final es pot afegir sucre o melmelada de mirtils, grosella o d'un altre fruit del bosc. Es mengen ben calentes. També existeixen en versió salada, simplement afegint un pessic de sal a la pasta i salant al final, en comptes d'ensucrar. Al Perigord es fa el milhàs dolç del Perigord, en la línia dels pastissos-flam típiques del nord d'Occitània, que; a més de blat de moro, llet, ous, sucre i ametlles amargues; empra fulles de laurièr-cerièra (llorer-cirer), que són d'una planta propera al baladre i, com les d'aquesta, són tòxiques, per la qual cosa s'han de manipular amb precaució.
A Gascunya es fa un milhàs dolç semblant al milhat de la Vall d'Aran i a les Landes (sud-oest de Gascunya) existeix l'escauton, unes farinetes que poden ser dolces-salades o salades.

### A la Mediterrània
A la Toscana (Itàlia) la polenta és molt semblant al farro, i fins i tot també s'acompanya tradicionalment de cotnes. Aquesta és similar a més, i no només pel nom, a la palenta de Dalmàcia (Croàcia), que és germana de la pura, a Croàcia i a Sèrbia.
A Sèrbia hi ha a més el kacamak, a Grècia el katsamaki i a Bulgària i Macedònia el kachamak.
A Romania existeix una versió d'aquest plat que es diu mamaliga i a Albània la mëmeligë.

### A la resta del món
A Castella - la Manxa hi ha les gachas, encara que la seva farina, d'origen pastoral, era fonamentalment feta a base de la molta de la guixa o guijo, un llegum del gènere Lathyrus (Lathyrus sativus), amb una certa toxicitat (latirisme), per la qual cosa actualment la farina comercial de la guixa es barreja amb la de blat.
A la Gran Bretanya el porridge són unes farinetes de civada i altres ingredients que es mengen tradicionalment per esmorzar.

## Nutrició
El farro és una bona font d'energia, principalment en forma d'hidrats de carboni, sobretot en forma de midó. Conté una petita quantitat de proteïnes, que pot ser major a les preparacions que es fan amb llet, per exemple. El greix que contenen eventualment és el de les cotnes que poden acompanyar el farro o el del brou, si no es fa amb aigua. Les farinetes, com tots els productes que es fan a base de farina o blat de moro molt (pa, pasta, etc.), no tenen en general tantes vitamines, minerals i fibra alimentària que el gra de blat de moro original, ja que la major part es perd precisament al procés de molta.

## Preparacions similars al món
A Llemotges (Occitània) i a Foix, a Llenguadoc (també Occitània), un plat tradicional molt popular és el milhasson, de milh, que ha evolucionat de les antigues farinetes, enriquides amb ou i a les quals la farina s'ha substituït per patata ratllada. Els pastissos més típics, com la flonyarda, el clafotís, el boligú, el gargulló, etc. són cosines-germanes amb fruita de les farinetes dolces locals anomenades milhar. Algunes d'aquestes preparacions es fan també a Alvèrnia. A Occitània existeix també el que anomenen polenta de patata i farina, que es fa amb patata bullida i xafada, a la que se li afegeix farina de blat de cristià i de blat de moro, a més de mantega.
A França, un dels plats tradicionals més típics és la quiche, que els occitans fan sovint sense base de pasta fullada i consideren una versió salada dels pastissos tipus milhar, i una mena, o almenys una evolució, de les farinetes. D'altra banda, pel que fa a les dolces, el que a Occitània (i en particular a la cuina llemosina) es diuen creps, en realitat pot considerar-se una baula perduda entre les farinetes i altres preparacions de la família dels blinis, filloas, frixuelos i creps bretons; que serien finalment una mena de farinetes laminars (aplanades) i enriquides amb ou.
A Sicília els pannelle es fan amb farina de cigró i, en comptes d'afegir sucre després de fregir-los, s'hi afegeix un polsim de sal i pebre.